# شكري بلعيد
شكري بِلعيد (26 نوفمبر 1964 - 6 فبراير 2013)، سياسي ومحامي تونسي. وهو عضو سابق في الهيئة العليا لتحقيق أهداف الثورة والإصلاح السياسي والانتقال الديمقراطي والأمين العام لحزب الوطنيين الديمقراطيين الموحّد. وأحد مؤسسي تيار الجبهة الشعبية وعضو مجلس الأمناء فيها. كان من أشدّ المنتقدين لآداء الحكومة الإئتلافية في تونس. وهو يتبع التيار الماركسي اللينيني. أغتيل أمام منزله من قبل مجهولين، الأمر الذي اتبعه مظاهرات عارمة بالبلاد وإعلان الاتحاد العام التونسي للشغل عن الدخول في إضراب عام يوم الجمعة. وقد قضت المحكمة بتونس 1 حضوريا بالحكم على من قام باغتياله يوم 26 مارس 2024

## النشأة والمسيرة

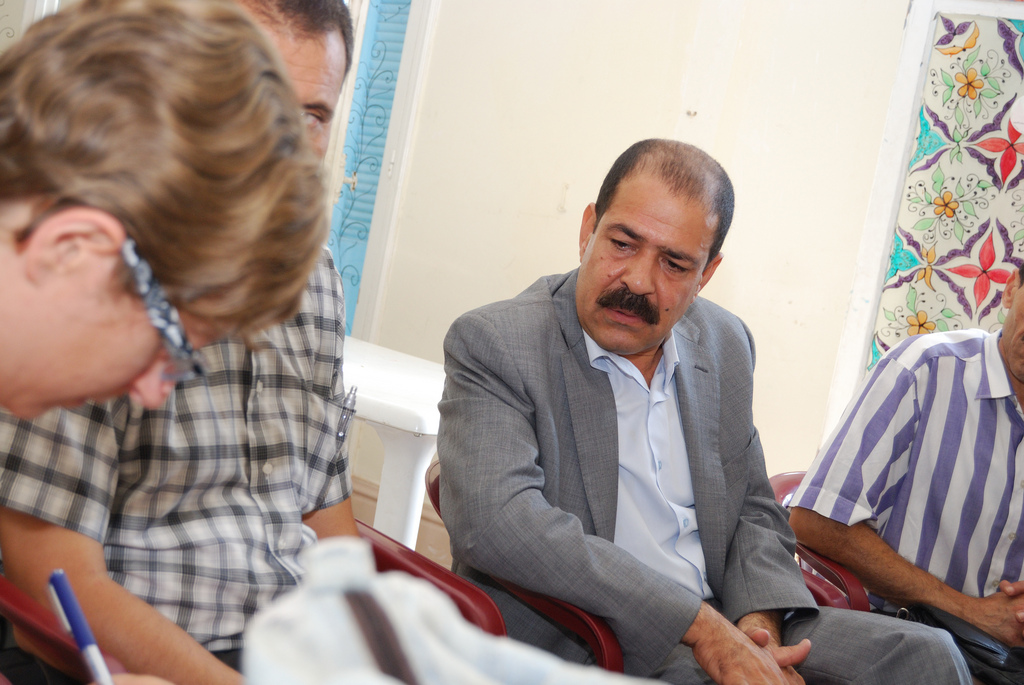

ولد في جبل الجلود بولاية تونس لصالح بلعيد الذي ولد في منطقة سيدي عبيد من معتمدية بوسالم من ولاية جندوبة. درس الحقوق بالعراق وأكمل تعليمه في جامعة باريس. كان معارضا لنظام الحبيب بورقيبة الذي قام بسجنه لفترة ولنظام الرئيس التونسي السابق زين العابدين بن علي. كما قام بقيادة أول مسيرات تندّد بالحرب الأمريكية على العراق. وقد دافع عن المحكومين في أحداث الحوض المنجمي في قفصة في 2008. كان الناطق الرسمي والمنسق العام لحركة الوطنيون الديمقراطيون. ترشح في انتخابات المجلس الوطني التأسيسي على رأس قائمة مشتركة مع حزب الطليعة العربي الديمقراطي تحت اسم ائتلاف الكرامة إلا أنه تحصل فقط على 0.63% من الأصوات. اُنتخب أمينا عاما لحزب الوطنيين الديمقراطيين الموحد في 2 سبتمبر 2012. ثم ساهم بفعالية في تأسيس الجبهة الشعبية لاستكمال أهداف الثورة وهي جبهة تجمع أحزاب اليسار الماركسي والقومي.

## اغتياله
في 6 فبراير 2013 قتل أمام منزله بأربع رصاصات كانت واحدة بالرأس وواحدة بالرقبة ورصاصتين بالصدر. مما خلف العديد من ردود الفعل حول هوية القتلة اللذان استهدفانه حال خروجه من منزله بالمنزه السادس بولاية أريانة، وفي سبتمبر 2014 اتهم عمر صحابو الأعلامي والسياسي التونسي حزب نداء تونس بقتل الشهيد من خلال صفحته الخاصة بفايسبوك ولا تزال الأبحاث جارية حول ملابسات هذه الجريمة 
اتهم بلعيد في آخر مداخلة تلفزيونية له يوم 5 فبراير 2013 على قناة نسمة الخاصة حزب النهضة بالتشريع للاغتيال السياسي بعد ارتفاع اعتداءات رابطات حماية الثورة التي تتهم بكونها الذراع العسكري للنهضة.

### ردود الفعل
الصحفية نادية داود  والتي كانت شاهدة منذ ما قبل وقوع الجريمة على ما حصلة للقتيل  تؤكد في شهادة لها امكانية ضلوع سائق شكري بالعيد في عملية اغتياله وأنه شهادته من شرفة شقتها وهو يتحدث مع أحد الأشخاص قبل دقائق من عملية الاغتيال ولم يحرّك ساكنا إثر الاغتيال. غير أن والد بلعيد قال بأن سائق ابنه وهو نزار الطاهري يعتبر أحد أبناء العائلة وهو رفيقه منذ سنوات وأن ما ذكرته المدوّنة لا أساس له. واتهم حزب حركة النهضة بالتورّط في اغتيال بلعيد واتهمت أرملة بلعيد بسمة خليفي حركة النهضة ورئيسها راشد الغنوشي بالوقوف وراء عملية الاغتيال وقالت أن الغنوشي تستر على العنف وحمي رابطات حماية الثورة التي قامت بعديد أعمال العنف حسب قولها. وقطع الرئيس التونسي المؤقت المنصف المرزوقي زيارته إلى فرنسا وقال أمام البرلمان الأوروبي أن الاغتيال يهدف إلى إجهاض الثورة التونسية وأدان «الاغتيال المشين لزعيم سياسي ولصديق قديم». وقال «إنه اغتيال سياسي. إنه تهديد. إنها رسالة لكننا نرفض تلقيها». وأعلنت الرئاسة التونسية مساء 8 فبراير تنكيس الأعلام حداد على اغتيال بلعيد. وأعلن رئيس الحكومة المؤقتة حمادي الجبالي أنه سيشكّل حكومة كفاءات وطنية مصغرة وغير مسيسة خلال 24 ساعة ودعا راشد الغنوشي رئيس حزب حركة النهضة إلى جعل يوم 6 فبراير 2013 يوم حداد وطني واتهم فلول النظام السابق باغتيال بلعيد. وقد عقدت المكاتب التنفيذية لعدة أحزاب تونسية منها حزب حركة نداء تونس اجتماعات لتقرير مواقف أحزابها من الحادثة. قام عديد المتظاهرين بمسيرة في شارع الحبيب بورقيبة بتونس العاصمة مرددين شعار «الشعب يريد إسقاط النظام» وصارت مناوشات بين المتظاهرين وقوات الأمن في أحياء تونس العاصمة مما أدى لمقتل ناظر الأمن لطفي الزار وجرح آخرين من أعوان الأمن. وقامت مظاهرات في عدة مدن تونسية أخرى تنديدا بمقتل بلعيد وتم في 6 فبراير حرق عدة مقرات لحركة النهضة منها مقرات الجهوية للحركة في ولايات المنستير وسوسة والكاف وقفصة. ويوم الحادث طالب المجلس الوطني التأسيسي في بلاغ إثر اجتماع مطول لمكتبه بالكشف عن المتورطين في الحادثة. وقررت الهيئة الإدارية للاتحاد العام التونسي للشغل عقب جلسة استثنائية في 7 فبراير إلى إضراب عام الجمعة 8 فبراير وإقامة جنازة وطنية لبلعيد وجعله يوم حداد. وقررت النقابة الوطنية للصحفيين التونسيين يوم 8 فبراير يوم إضراب للصحفيين. ودعا مصطفى بن جعفر رئيس المجلس الوطني التأسيسي إلى إعلان الحداد يوم 8 فبراير.
وقال المحامي عبد الستار المسعودي أن حزب الوطنيون الديمقراطيون (وطد) سيرفع شكاية للمحكمة الجنائية الدولية لمعرفة ملابسات مقتل بلعيد لأنهم لا ثقة لهم في القضاء التونسي. وقررت وزارة التعليم العالي والبحث العلمي تعليق الدروس يومي 8 و9 فبراير. وقد أضربت المحاكم في 6 و7 و8 فبراير احتجاجا على مقتل بلعيد. أمر القائد العام للقوات المسلحة الرئيس المنصف المرزوقي بإقامة جنازة وطنية لشكري بلعيد. ودعا الاتحاد الجهوي للشغل بسليانة إلى إضراب عام يوم 7 فبراير وهو ما تم فعلا. ودعت الرابطة التونسية للدفاع عن حقوق الإنسان بعد اجتماع لها إلى جعل يوم 6 فبراير يوما وطنيا لنبذ العنف السياسي. وأصدرت النقابات الأساسية التابعة لجامعة منوبة والمنضوية تحت الاتحاد العام التونسي للشغل في 6 فبراير بيانا تستنكر فيه الاعتداء على شكري بلعيد معتبرة إياه جريمة نكراء وقررت الدخول في إضراب يومي 6 و7 فبراير وتخصيص حصة من الدرس للتعريف بمخصال بلعيد وبمخاطر العنف السياسي.
ودعا الاتحاد التونسي للصناعة والتجارة والصناعات التقليدية في بيان أصدره في 7 فبراير الصناعيين والتجار وأصحاب المهن والحرف ومسديي الخدمات إلى القيام بوقفة سلمية مساء 8 فبراير. وتعطلت الدروس بجميع المعاهد الثانوية والمدارس الإعدادية والابتدائية بولاية سيدي بوزيد يوم مقتل بلعيد. وفي 7 فبراير عمد محتجون خرجوا في مسيرة من أمام مقر حزب الوطنيين الديمقراطيين (الوطد) بصفاقس وحاولوا اقتحام مقر ولاية صفاقس بعد قاموا بمحاولة اقتحامها في 6 فبراير. وفي 7 فبراير 2013 حلت رابطتا حماية الثورة المحلية والجهوية بمعتمدية سليانة وبولاية سليانة نفسيهما درءا لكل الفتن. وألغت الخطوط الجوية التونسية رحلاتها من وإلى تونس يوم 8 فبراير بسبب الإضراب العام في البلاد. وقال مفتي الجمهورية التونسية عثمان بطيخ في بيان أصدره في 7 فبراير أن قتل النفس البشريّة جريمة تأباها كل الأديان والأعراف والقوانين. وأدان راشد الغنوشي رئيس حزب حركة النهضة اغتيال بلعيد وقال في تصريح لقناة المتوسط «نترحم جميعا على الفقيد شكري بلعيد» وأضاف «على دم الفقيد أن يكون رسالة وحدة وتوحد بين مختلف الحساسيات الفكرية والأيديولوجية». وقالت يمينة الزغلامي عضو مجلس شورى حركة النهضة وعضو المجلس الوطني التأسيسي أن شكري بلعيد «شهيد الوطن». وقد اتهمت سامية عبو النائبة في المجلس الوطني التأسيسي عن حزب المؤتمر من أجل الجمهورية الباجي قائد السبسي رئيس الوزراء الأسبق باغتيال بلعيد. وبالفعل فقد سرى إضراب عام في 8 فبراير شمل كل البلاد ومعظم القطاعات وخاصة المؤسسات الإدارية. وتراجع مؤشر بورصة تونس للأوراق المالية توناندكس بأكثر من 3 بالمئة خلال تعاملات صباح الأربعاء 6 فبراير عقب اغتيال بلعيد، وتدنى مستوى المؤشر إلى مستوى أقل من المستوى الذي كان عليه أواخر 2012. وقالت ليلى خياط سيدة الأعمال والرئيسة الشرفية للمنظمة العالمية لسيدات الأعمال وقائمة بمهمة لدى المؤسسات الدولية أن عملية الاغتيال كلفت تونس 400 مليون دينار بسبب الإضرابات وإلغاء حجوزات السياحة وسحب وإلغاء الاستثمارات.
ألقى حمادي الجبالي  رئيس الحكومة التونسية كلمة للشعب التونسي أكد خلالها على تشبثه بمبادرته حول تشكيل حكومة خالية من الأحزاب.
وقُدّم 1200 طلب لجوء سياسي من قبل تونسيين خلال الأربعة أيام التي تلت اغتيال شكري بلعيد وقد كانت 53% من المطالب موجهة نحو دول الاتحاد الأوروبي و37% نحو الولايات المتحدة وكندا و8% نحو دول الخليج العربي.
- فرنسا: أدان الرئيس الفرنسي فرنسوا أولاند الحادثة وقال أن مقتله سيحرم تونس من أحد الأصوات الشجاعة التي تدعو إلى الحرية في البلاد. وعبّر في بيان لقصر الإيليزي عن تخوّفه من إمكانية تصاعد العنف السياسي في البلاد.[39] وأعلنت السفارة الفرنسية في تونس أن المدارس الفرنسية بتونس ستغلق في 8 و9 فبراير.[40]
- الأمم المتحدة: قالت في بيان لها أصدره المتحدث باسم الأمين العام للامم المتحدة بان غي مون يوم 6 فبراير 2013 أن عملية الاغتيال سابقة خطيرة في تاريخ تونس.[41][42]
  - وأدانت المفوضة السامية لحقوق الإنسان نافي بيلاي في 6 فبراير اغتيال بلعيد وقالت أن بلعيد كان مدافعا عن حقوق الإنسان واغتياله يمثل ضرية للعملية الديمقراطية في البلاد.[43]
  - وقالت سيسيل بويلي، من مكتب الأمم المتحدة لحقوق الإنسان في تونس إن اغتيال بلعيد له دوافع سياسية وقالت:[43] «نحن نشتبه أن الاغتيال قد ارتكب في بيئة من العنف السياسي المتزايد، فقد كان هناك العديد من الهجمات على مقرات الأحزاب السياسية والتجمعات، وقتل زعيم سياسي آخر في جنوب تونس في أكتوبر الماضي.»
- الاتحاد الأوروبي: دعت كاثرين آشتون إلى معاقبة قاتلي شكري بلعيد.
- الولايات المتحدة: أدانت السفارة الأمريكية في تونس اغتيال بلعيد الذي وصفته «بالفعل الشنيع والجبان» وقالت أنه لا مكان للعنف السياسي في مرحلة الانتقال الديمقراطي بتونس.[39]
- ألمانيا: قال وزير الخارجية الألماني أنه غمره شعور بالحزن والاشمئزاز عقب سماعه خبر اغتيال بلعيد.
- مصر: قالت جماعة الإخوان المسلمين أن الاغتيال جريمة يجب محاصرة شبيهاتها وتطويقها. وعبّرت جبهة الإنقاذ الوطني عن تخوفها من حدوث اغتيالات سياسية مشابهة في مصر.[39]
- الجزائر: أدانت وزارة الخارجية الجزائرية الاغتيال الدنيء لشكري بلعيد.
- المغرب: أدانت وزارة الشؤون الخارجية والتعاون اغتيال بلعيد الذي وصفته بـ«العمل الإرهابي الخطير وغير المسبوق في تونس الثورة» وجدّدت «رفضها للعنف والاغتيال السياسي أيا كان مصدره.»[44]
- فلسطين: نعت الجبهة الشعبية لتحرير فلسطين شكري بلعيد وأكدت على ضرورة ملاحقة القتلة.[45]
- لبنان: أصدرت أمانة الإعلام في حزب التوحيد العربي في 8 فبراير بيانا استنكرت فيه اغتيال بلعيد الذي وصفته «بالعمل الإرهابي والمدبّر» ودعت الشعب التونسي إلى «اتخاذ موقف موّحد ضد الجريمة النكراء وتغليب المصلحة العليا لبلادهم ومحاسبة المتورطين وتقديمهم للمحاكمة حفاظا على أهداف الثورة وإعلاء لمسيرة الحرية والديمقراطية في تونس.»[46] وأصدر قطاع المهن الحرة في الحزب الشيوعي اللبناني بيانا في 7 فبراير استنكر فيه «جريمة اغتيال» شكري بلعيد ودعا «كل المناضلين التونسين من قطاعات المهن الحرة لتوحيد صفوفهم والالتفاف حول قيادة الثورة الحقيقية لاستكمال مهامها الوطنية والديمقراطية في مجابهة قوى الجهل والاستبداد عملاء الامبريالية على الأرض العربية التونسية لبناء تونس عربية ديمقراطية علمانية وطنية حرة.»[47] واستنكر رئيس المؤتمر الشعبي اللبناني كمال شاتيلا في بيان أصدره «جريمة اغتيال المناضل التونسي شكري بلعيد» وقال أن «أوضاع تونس لن تستقيم في ظل نهج الاحتكار السياسي السائد حاليا».[48]
- قطر: أعربت دولة قطر عن استنكارها لاغتيال شكري بلعيد. وأكد مصدر مسؤول بوزارة الخارجية في تصريح لوكالة الأنباء القطرية «قنا» أن دولة قطر تدين مثل هذه الأعمال الارهابية والاجرامية التي تستهدف الآمنين.[49]
- تركيا: أعربت وزارة الشؤون الخارجية في بيان يوم 6 فبراير عن أسفها لمقتل بلعيد وقالت «علمنا بمزيد من الحزن الكبير، بمقتل شكرى بلعيد أحد أبرز الشخصيات المعارضة في تونس، نتمنى له الرحمة ولذويه وأقاربه والشعب التونسى العزاء».[50][51]
- البرتغال: انتقد سفير البرتغال في تونس، لويس فارو راموس اغتيال بلعيد مؤكدا ثقة بلده في قدرة السياسيين في تونس على تجاوز الصعوبات.[52]
- روسيا: أدان ألكسندر لوكاشيفيتش الناطق الرسمي باسم وزارة الخارجية الروسية وقال: «نأمل أن لا تسمح الحكومة التونسية الجديدة التي أعلن رئيس الوزراء عن تشكيلها، والقوى السياسية التونسية بتدهور الوضع، وأن تضمن  ظروفا مناسبة لمواصلة التحولات الديمقراطية العميقة لمصلحة كل التونسيين [...] نؤكد توصياتنا للمواطنين الروس المقيمين حاليا في تونس بالتحلي بالحذر والامتناع عن زيارة الأماكن التي تقام فيها تظاهرات احتجاج حاشدة».[53]
- هيومن رايتس ووتش: قالت هيومن رايتس ووتش في 6 فبراير أن على السلطات التونسية أن تضمن تقديم المسؤولين عن عملية اغتيال بلعيد للمحاكمة. وقال إيريك غولدستين، نائب المدير التنفيذي لقسم الشرق الأوسط وشمال أفريقيا في هيومن رايتس ووتش: «يُعتبر هذا الاغتيال أخطر حادثة جدّت في جو من العنف المتصاعد. ومنذ اندلاع الثورة في تونس، جدّت اعتداءات عنيفة على صحفيين، ونشطاء سياسيين، وفنانين، ومواطنين عاديين، ولكن السلطات لم تحقق فيها، ناهيك عن ملاحقة مرتكبيها». وأضاف: «لقد زلزل اغتيال شكري بلعيد بلدا يفتخر بثقافة سياسية غير عنيفة ولم يشهد اغتيال أي شخصية سياسية بارزة منذ نصف قرن. ولإيقاف دوامة العنف، يجب على السلطات فتح تحقيق سريع وواف في عملية الاغتيال ومحاكمة مرتكبيه، وكذلك في الاعتداءات على الأشخاص والممتلكات التي جدت مؤخرًا والتي لها دوافع سياسية».[54]
- منظمة العفو الدولية: وقالت منظمة العفو الدولية في 6 فبراير أنه يجب التحقيق بسرعة في مقتل شكري بلعيد. وقالت نائبة مدير برنامج الشرق الأوسط وشمال أفريقيا بمنظمة العفو الدولية، حسيبة حاج صحراوي: «ينبغي ألا تتوهم السلطات التونسية أنها بوسعها الاكتفاء بإدانة الحادثة دون أن تحرك ساكناً. وفقط التحقيق المستقل الكامل والشفاف من شأنه أن يساعد في تسليط الضوء على ظروف وملابسات حادثة مقتل شكري بلعيد. وثمة حاجة، اليوم أكثر من أي وقت مضى، إلى إحقاق العدالة، وإلى رؤية ذلك يتجلى بشكل عملي وملموس». وأضافت: «وبعد مضي عامين على الإطاحة بالرئيس السابق بن علي، ثمة مناخ سائد من انعدام الثقة بالمؤسسات التي يُفترض بها أن توفر الحماية لحقوق الإنسان والتونسيين لن يرضوا بمجرد الاكتفاء بإجراء تحقيق صوري زائف». واختتمت قائلةً: «يتعين أن تُعتبر الحادثة المروعة التي قُتل فيها بلعيد اليوم بمثابة تحذير قوي للسلطات كي تتنبه وتتيقظ. ومن واجب السلطات أن توفر الحماية لجميع الأفراد من التعرض للعنف، بما في ذلك حماية أولئك منهم الذين يوجهون الانتقادات للحكومة، أو لحزب النهضة الحاكم. ولا يجوز أن تكون هناك أية مجموعة فوق القانون بغض النظر عن ارتباطاتها أو ولائها».[55] وأصدر المكتب التونسي لمنظمة العفو الدولية بيانا في 8 فبراير طالب فيه بفتح تحقيق شامل ومستقل في مقتله.[56]

واستنكر يوسف القرضاوي رئيس الاتحاد العالمي لعلماء المسلمين اغتيال بلعيد وقال في خطبة الجمعة 8 فبراير من مسجد عمر بن الخطاب بالدوحة وقال: «ننكر كل الإنكار قتل هذا الزعيم التونسي، وندعو تونس أن تبحث في من قتله، وتجازي هؤلاء بما يجب أن يجازوا به». وتظاهر في 9 فبراير المئات في باريس ومرسيليا وليون وتولوز للتنديد بالاغتيال ورددوا عدة شعارات وقد حضر رئيس عمدة باريس بيرتران ديلانوي مسيرة باريس.
قالت وكالة فيتش للتصنيف الائتماني أنها يمكن أن تخفّض التصنيف الائتماني لتونس من +BB إلى درجة أقل.

### ردود فعل الإعلام

الصفحة الأولى لجريدة ليبيراسيون الفرنسية في 7 فبراير 2013 وقد كتبت "الثورة التي تمت خيانتها"

كتبت جريدة ليبراسيون الفرنسية في 7 فبراير 2013 «الثورة التي تمت خيانتها». وعنونت مجلة جون أفريك الناطقة باللغة الفرنسية غلاف عدد 17 فيفري 2013: «تونس: الرجل الذي خان الثورة» حيث وضعت صورة راشد الغنوشي رئيس حزب حركة النهضة في الغلاف.

### الجنازة

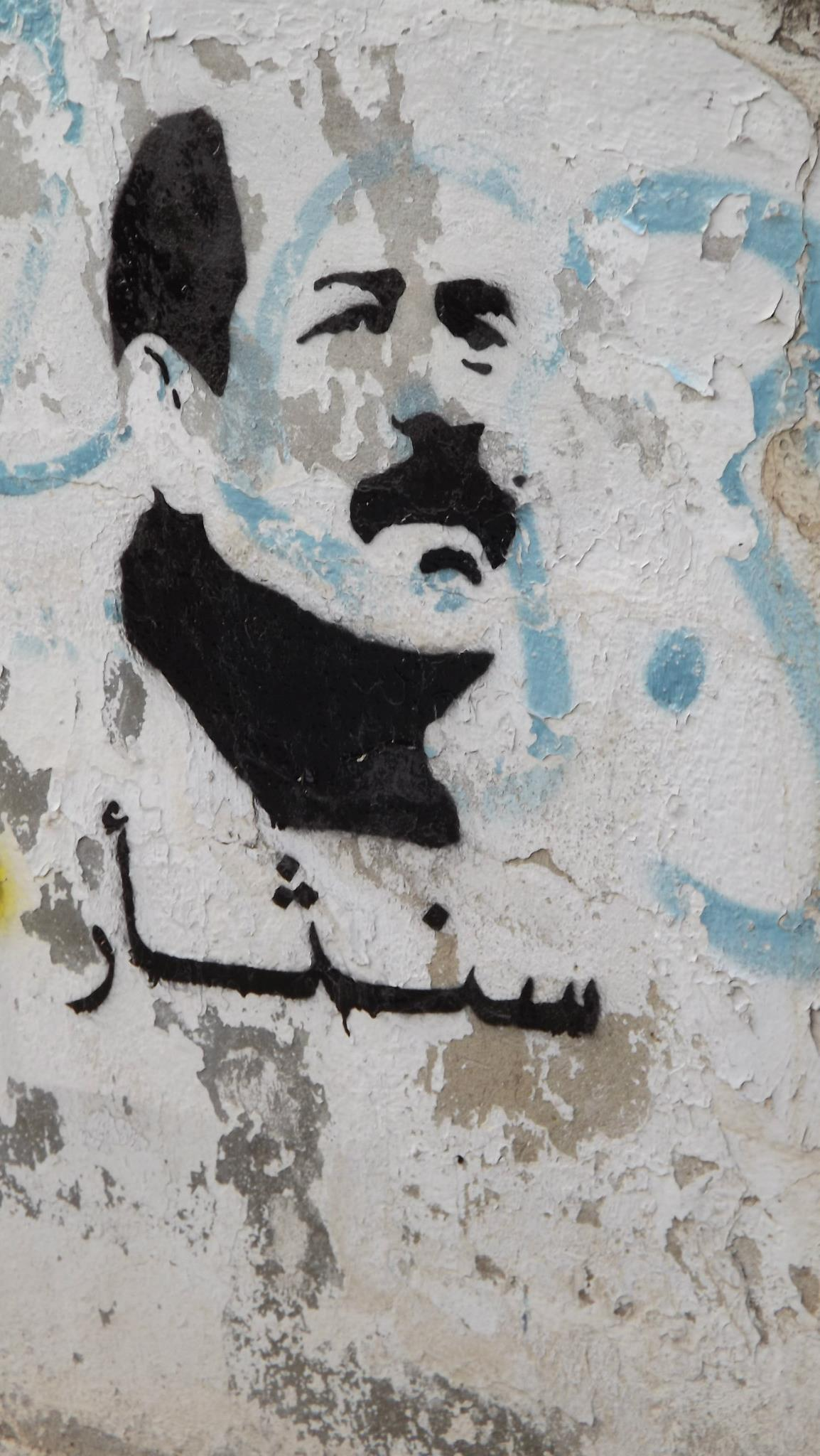
ڨرافيتي ظهرت بعد مقتله.

تم في 8 فبراير نقل جثمان شكري بلعيد من بيت والده بجبل الجلود إلى دار الثقافة بجبل الجلود التي انطلقت منها الجنازة نحو مقبرة الجلاز بتونس العاصمة وتم حمل نعش بلعيد على عربة عسكرية على الطريق الوطنية رقم 1 ورافقتها حشود من الناس ومروحيات عسكرية. تم دفنه في نفس اليوم بروضة الزعماء بمقبرة الجلاز بجانب الزعيم صالح بن يوسف في جنازة وطنية بناء على تعليمات رئيس الجمهورية المؤقت المنصف المرزوقي وتولى الجيش التونسي تأمين الجنازة برا وجوا. وقد حضرت عديد النساء الجنازة على خلاف التقليد الإسلامي. وصارت مناوشات بين بعض الشبان وقوات الأمن التي أطلقت الغاز المسيل للدموع على من أراد سرقة سيارات المشيّعين وقاموا بحرق بعضها. وردد المشيّعون هتافات مختلفة منها «الشعب يريد إسقاط النظام» و«يا غنّوشي يا سفّاح يا قتّال الأرواح» وأبيات من النشيد الوطني. وتلا حمة الهمامي الناطق الرسمي باسم الجبهة الشعبية كلمة تأبين أمام قبر بلعيد عقب دفنه وقال: «دمك لن يضيع سدا يا شكري وسنواصل الطريق على درب النضال». وقد حضر الجنازة الجنرال رشيد عمار قائد الجيوش الثلاث وراضية النصراوي ومية الجريبي التي رافقت الجثمان من دار الثقافة بجبل الجلود إلى مقبرة الجلاز وحضر أيضا عضوا المجلس الوطني التأسيسي عصام الشابي وإبراهيم القصاص ونور الدين حشاد وكمال الجندوبي وغيرهم. وقال خالد طروش الناطق باسم وزارة الداخلية أن عدد المشيعيين كان 40 ألفا. وأدى عشرات المتظاهرين في «جمعة الكرامة» بميدان التحرير بالقاهرة صلاة الغائب على بلعيد. وقال الصحفي سفيان بن فرحات في 8 فيفري لقناة نسمة أن جنازة شكري بلعيد تشبه يوم النصر أثناء عودة الحبيب بورقيبة إلى تونس من منفاه في فرنسا في 1 جوان 1955 وجنازة النقابي التونسي فرحات حشاد.
وأقام متظاهرون في 8 فبراير جنازات رمزية لشكري بلعيد في عدة مدن تونسية منها صفاقس والرديف وقابس وجندوبة وسيدي بوزيد وسوسة والمهدية وباجة والكاف وسليانة ومنزل بوزيان والمزونة وبنزرت وفريانة وجرجيس وجبنيانة والمنستير ومدنين (7 فبراير) وقفصة (7 فبراير).
وكان موكب الفرق في 9 فبراير بدار الثقافة بجبل الجلود وقد حضره العديد من الشخصيات منهم أحمد إبراهيم وإياد الدهماني وفاضل موسى (عضو المجلس التأسيسي) ونور الدين حشاد ومحمد الحامدي (عضو المجلس الوطني التأسيسي) ويوسف الصديق.

## التحقيقات
أدلى الرئيس التونسي المنصف المرزوقي بشهادته أمام قاضي التحقيق في قضية اغتيال بلعيد بعد أن استمعت إلى قيادات أمنية وإلى الحبيب اللوز القيادي بحركة النهضة الذي اتهمته عديد الشخصيات السياسية والإعلامية بوجود قرابة له مع بعض القيادات الأمنية. سرّب موقع الشاهد صورة تقريبية للقاتل وعقد وزير الداخلية آنذاك علي العريض ندوة صحفية أعلن فيها عن مسك اثنان من الجناة وقال أن مطلق النار هو كمال القضقاضي وهو ينتمي للتيار السلفي المتشدد ولازال هاربا. وجُلب المتهمان الاثنان إلى مسرح الجريمة في 26 فبراير لإعادة تمثيل جريمة اغتيال بلعيد.
وفي 5 أبريل 2013 اتهم منجي الرحوي عضو المجلس الوطني التأسيسي والقيادي في حزب الوطنين الديمقراطيين الموحد قطر بالوقوف وراء اغتيال بلعيد. ونفت السفارة القطرية في تونس في بيان علاقتها بعملية الاغتيال حيث قالت أنها "تنفي جملة وتفصيلاً أي علاقة لقطر بمقتل بلعيد" واستغربت من "الحملة الممنهجة لـ"الزج باسم دولة قطر في قضية مقتل شكري بلعيد، رغم غياب أي رابط لها بالقضية حسب كل المعطيات خلال التحقيقات أو حتى خارجها".
وقال عبد المجيد بلعيد شقيق شكري بلعيد وعضو المكتب التنفيذي لحزب الوطنيين الديمقراطيين الموحد أثناء مقابلة مع قناة حنبعل في 28 أبريل 2013 أن المنصف المرزوقي رئيس الجمهورية التونسية المؤقت وعلي العريض وزير الداخلية أثناء الاغتيال وعبد الكريم الزبيدي وزير الدفاع وقت تصفية بلعيد ورشيد عمار قائد الجيوش الثلاثة كانوا على علم مسبق بعملية الاغتيال. وقال مستشار رئيس الحكومة نور الدين البحيري في 24 يوليو 2013 أنه تم الكشف عن كل تفاصيل عملية التخطيط والتنفيذ للاغتيال. وأصدر في 1 أوت 2013 قاضي التحقيق بالمكتب الثالث عشر بالمحكمة الابتدائية بتونس بطاقة إيداع بالسجن ضد رجل الأعمال فتحي دمق لأنه جعل منزلا يملكه بحي الغزالة بولاية أريانة مكان اختباء لمطلوبين في أحداث السفارة الأمريكية بتونس، وأن بعضهم له علاقة باغتيال شكري بلعيد ومحمد براهمي حيث أن بوبكر الحكيم المتورط الرئيسي في اغتيال براهمي تردد على المنزل. وقال رئيس الحكومة التونسية علي العريض في 4 أغسطس 2013 أن السلطات الأمنية قبضت خلال 3 أغسطس على أحد المتهمين في عملية اغتيال بلعيد في مدينة حمام سوسة.
وفي 27 مارس 2024 أصدرت محكمة تونسية حكماً بالإعدام بحق 4 أشخاص والسجن المؤبد على شخصين، بتهمة المشاركة في اغتيال السياسي البارز شكري بلعيد قبل 11 عاماً، والذي كان أول عملية اغتيال سياسي تشهدها البلاد منذ عقود.

### ردود الفعل
قال لطفي بلعيد شقيق شكري بلعيد في تصريح لإذاعة شمس أف أم أن الندوة الصحفية التي نظمها العريض هي مسرحية وأكد أن العريض طرف في عملية الاغتيال لأنه رفض حماية بلعيد حسب قوله.

## الحياة الشخصية
تزوج في 2002 من المحامية والناشطة بسمة الخلفاوي التي ولدت في 1971 بتونس العاصمة وله منها بنتان هما نيروز وندى. وقد أفادت بعض المصادر أن شكري بلعيد وبسمة الخلفاوي تطلّقا في نوفمبر 2012 لكنهما بقيا يعيشان في نفس البيت، إلّا أنّ المعنيّة بالأمر أجزمت أنها شائعات لا أساس لها من الصحة.

## التكريم

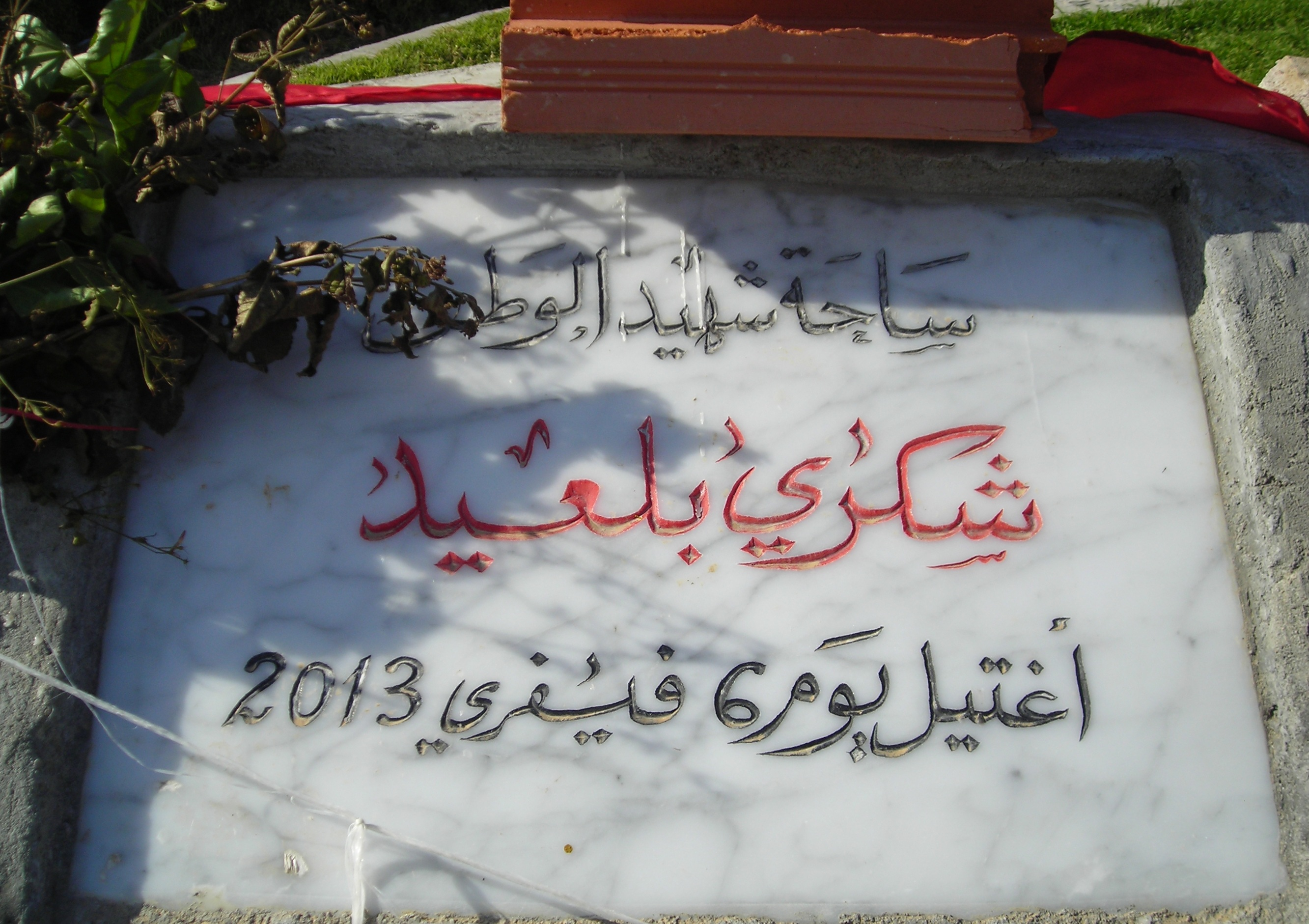
سميت ساحة على اسمه

- أطلقت قناة نسمة اسم «ستوديو شكري بلعيد» على الاستوديو الذي تكلم فيه بلعيد مساء 5 فبراير 2013.
- تم وضع لوحة رخامية بساحة المنزه السادس قبالة المركب التجاري كُتب عليها «الشهيد شكري بلعيد».[100] وتم تحطيمه بعد ذلك بأيام قليلة.[101] وتم القبض ليلة 18 فبراير على المعتدي والذي اتضح أنه أحد أجوار بلعيد والذي حطّم النصب ليتمكن من ركن سيارته بمأوى السيارات وعُرض على النيابة العمومية في 19 فبراير[102] وأصدرت الدائرة الجناحية بالمحكمة الابتدائية بأريانة قرارا بإدانة المتورط والحكم عليه بأربعة أشهر سجنا.[103]
- سمّت كلية الآداب والفنون والإنسانيات بمنوبة إحدى ساحاتها «ساحة الشهيد شكري بلعيد» تخليدا لذكراه ولأنه اتخذ موقفا مضادا لمنزلي علم تونس في الكلية أثناء حادثة العلم. وقد دشّنت أرملته بسمة الخلفاوي الساحة في 7 مارس 2013 تزامنا مع الذكرى الأولى لحادثة العلم.[104]

## نظرية المؤامرة
شكك الناشط السياسي التونسي المقيم في نيويورك بالولايات المتحدة قيس المعالج في موت بلعيد وقال أنه لازال حيا وقال لماذا لم يُظهروا صورة جثة بلعيد.

## تبني عملية الاغتيال
في 17 ديسمبر 2014 تبنت عناصر تنتمي إلى الدولة الإسلامية في العراق والشام في شريط مرئي مصور تحت عنوان «رسالة إلى أهل تونس» عملية اغتيال كلا من شكري بلعيد ومحمد براهمي. وفي الشريط ظَهر إحدى المطلوبين للسلطات التونسية ويٌدعى «أبو المقاتل» مُحاطاً بثلاثة مُسلحين آخرين بلباس عسكري، يتبنى فيه الحادثان اللذان وقعا سنة 2013. وهذه هي المرة الأولى التي يتم فيها تبني الحادث.

## وصلات خارجية
- حمة الهمامي: كلمة تأبين الشهيد الرفيق شكري بلعيد يوتيوب، 8 فبراير 2013
- كلمة حمة الهمامي في تأبين شكري بلعيد الشروق، 9 فبراير 2013
- كلمة حمادي الجبالي على اثر اغتيال شكري بلعيد
- اغتيال المعارض شكري بلعيد يلهب شبكات التواصل الاجتماعي راديو كندا